# Maitland (Florida)
Maitland es una ciudad suburbana ubicada en el condado de Orange, Florida, Estados Unidos, parte del área metropolitana de Orlando. Según el censo de 2020, tiene una población de 19.543 habitantes. La historia del área se exhibe en el Museo Histórico de Maitland; la ciudad, también alberga el Centro de Arte Maitland, así, como ejemplos notables de la arquitectura del Renacimiento Maya y su arquitectura, el Museo del Teléfono Maitland y la Casa Museo William H. Waterhouse (todos los museos y el Centro de Arte Maitland ahora son administrados por el Centro de Museos de Arte e Historia de Maitland). La estación del Sunrail está ubicada en Maitland en la autopista 17-92. La ciudad lleva el nombre de Fort Maitland. 

## Historia
Maitland es uno de los municipios suburbanos incorporados más antiguos del centro de Florida. El área estuvo habitada anteriormente por nativos americanos de Timucuan. La ciudad recibió originalmente el nombre de un lago cercano, que honró al Capitán William Seton Maitland, quien luchó en la Segunda Guerra de los Indios Seminole y fue asesinado en la batalla de Wahoo Swamp. Un pequeño puesto militar fue construido en 1838 en la orilla occidental del lago Fumecheliga (más tarde lago Maitland) durante la Segunda Guerra Seminole . Tras la Guerra Civil , llegaron nuevos vecinos a la zona. Cristóbal Colón Beasley, quizás el primer poblador permanente, llegó al lago Maitland en 1871. El 2 de enero del año siguiente se abrió una oficina de correos que funcionaba en su casa. Alrededor de esta oficina de correos, creció un pequeño pueblo. En las últimas décadas del siglo XIX la zona se dedicó a la producción extensiva de cítricos .

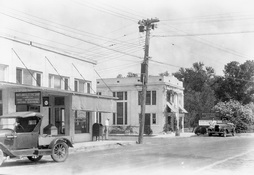
Una esquina de una calle en Lago Maitland, c. 1926

Lake Maitland se incorporó como ciudad en 1885, la tercera ciudad de este tipo en el condado de Orange en hacerlo. En sus inicios, Lake Maitland se caracterizó a menudo como un pueblo rural, con calles bordeadas de grandes robles plantados por los primeros concejales de la ciudad. Sin embargo, el casco antiguo comenzó a modernizarse rápidamente cuando la expansión suburbana de Orlando llegó a la ciudad a mediados de la década de 1920.
Durante este período, la ciudad creció rápidamente a medida que se construían nuevas casas y caminos. En 1959, Maitland se incorporó como ciudad.
Maitland es un suburbio de Orlando. El "corredor histórico" de la ciudad abarca antiguas residencias que aún están en pie y están ocupadas en el área de Lake Lily-Lake Catherine y se extiende a través de la parte central de la ciudad. Ejemplos de estas estructuras centenarias incluyen la "Iglesia del Buen Pastor" (1883); la "Casa de William H. Waterhouse" (1884); la Biblioteca Pública de Maitland (1907); y el "Centro de Arte Maitland" (1937). El área siempre ha sido un lugar de vacaciones debido a su clima, ubicación de parques temáticos y gente. Maitland tiene muchos parques pintorescos a lo largo de los lagos, que atraen a muchos navegantes.

## Geografía
Maitland se encuentra ubicada en las coordenadas 28°37′47″N 81°22′22″O / 28.62972, -81.37278 (28.629625, -81.37291). Según la Oficina del Censo de los Estados Unidos, Maitland tiene una superficie total de 16.77 km², de la cual 13.88 km² corresponden a tierra firme y 2.89 km² es agua.

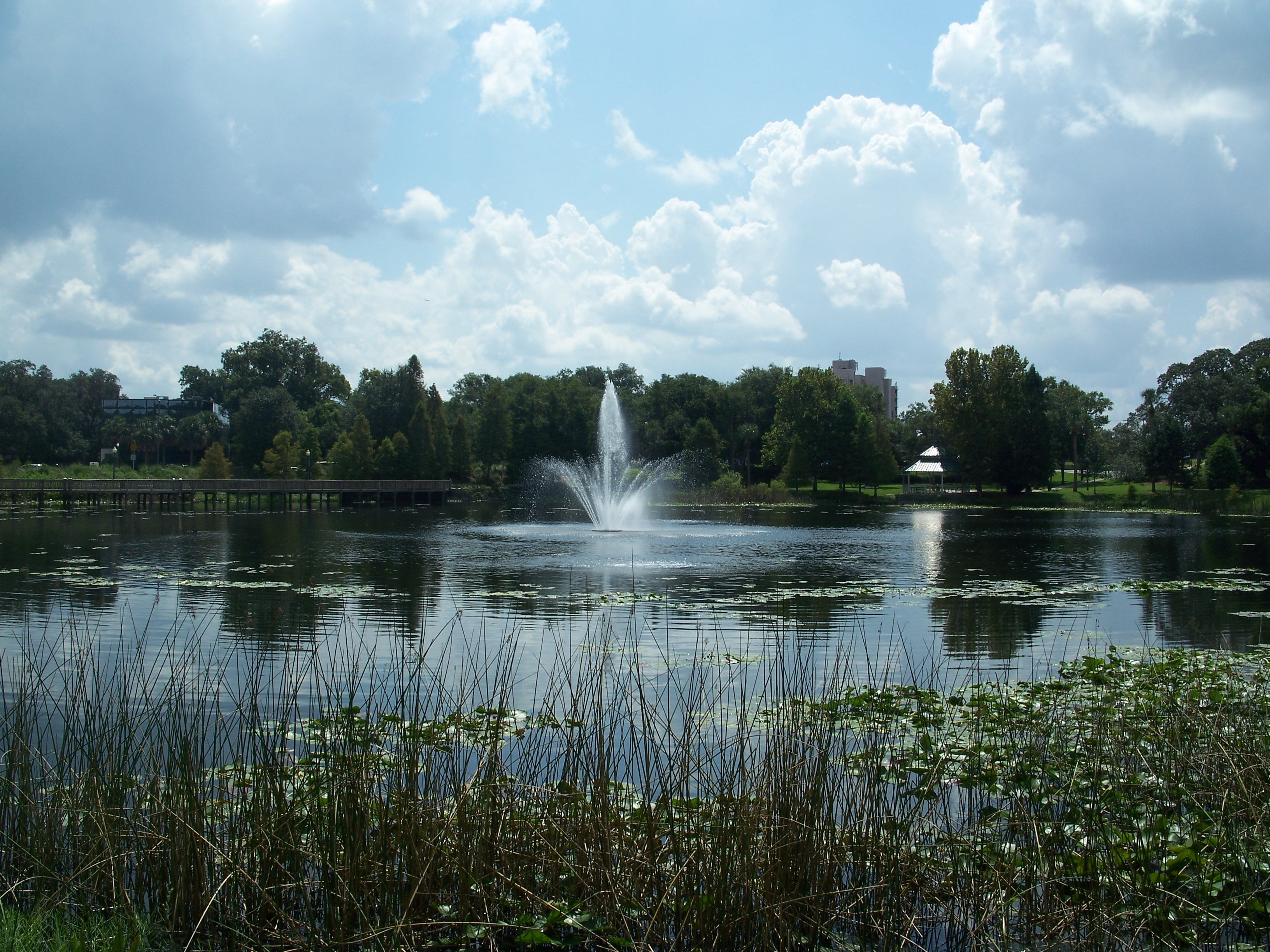
Maitland está salpicado de varios lagos, incluido el Lago Lily que se muestra aquí.

## Economía
El Centro Maitland se estableció en 1982 junto a la Interestatal 4. Hoy, sus casi 1.000 km2 (910 kilómetros cuadrados) incluyen más de 400 negocios y más de 45 edificios de oficinas.
Worldwide Brands tiene su sede en Maitland.
Otros empleadores locales incluyen:
- EA Tiburón, creadores de la popular serie Madden NFL y la serie de videojuegos NCAA Football
- Sonny's Real Pit Bar-BQ
- Fidelity Integrated Financial Solutions
- Charles Schwab Corporation
- The Timothy Plan, una empresa de inversiones de orientación cristiana.

SunRail, el servicio ferroviario de cercanías regional, opera una estación de trenes de pasajeros en Maitland. El primer segmento de 50 km del sistema (entre DeBary y Sand Lake Road en el condado de Orange) comenzó a operar el 1 de mayo de 2014.

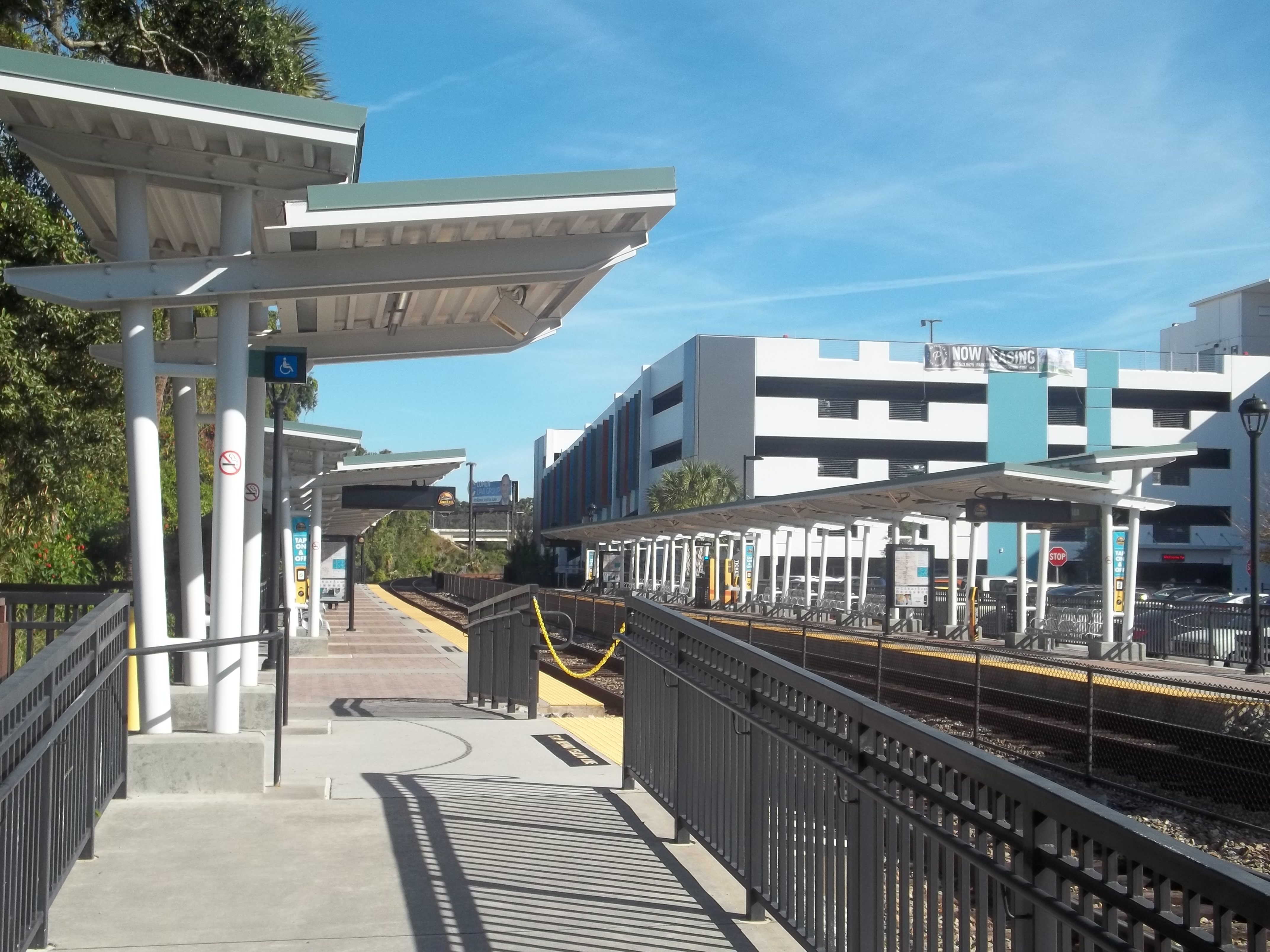
Estación de SunRail de Maitland

## Demografía
Según el censo de 2020, vivían 19 543 personas, 7510 hogares y 4422 familias residiendo en la ciudad.
La composición racial de la ciudad era 73,6% blanca, 14,5% afroamericana, 0,9% nativa americana, 4,5% asiática, 0,0% isleña del Pacífico, 2,9% de otras razas y 3,7% de dos o más razas. Hispanos o latinos de cualquier raza eran el 14,3% de la población.
Había 7.510 hogares, de los cuales el 22,1% tenía hijos menores de 18 años que vivían con ellos, el 44,6% eran parejas casadas que vivían juntas, el 10,5% tenía una mujer como cabeza de familia sin marido presente y el 41,1% no eran familias. El 30,3% de todos los hogares estaban compuestos por personas y el 7,8% tenía alguien que vivía solo y tenía 65 años o más. El tamaño promedio del hogar era de 2,34 miembros y el tamaño promedio de la familia era 2,93 miembros
.
En la ciudad, la población estaba dispersa, con 23,7% menores de 18 años, 4,8% de 18 a 24, 40,8% de 25 a 44, 21,3% de 45 a 64 y 9,4% de 65 años o más. mayor. La mediana de edad fue de 36,6 años. Por cada 100 mujeres, había 88 hombres. Por cada 100 mujeres de 18 años o más, había 84,1 hombres.
La renta media para un hogar en la ciudad era $79.821, y la renta mediana para una familia era $100.978. Los hombres tenían un ingreso medio de $53 542 frente a $30 256 para las mujeres. El ingreso per cápita de la ciudad fue de $ 49.378. Aproximadamente el 8,7% de las familias y el 10,1% de la población estaban por debajo del umbral de pobreza , incluido el 12,4% de los menores de 18 años y el 5,1% de los mayores de 65 años.

## Cultura y Recreación
En Maitland se encuentra el único cine independiente de tiempo completo de Florida Central, reconocido a nivel nacional, el Enzian Theatre, que a su vez alberga el Festival de Cine de Florida. Maitland también alberga los Museos de Arte e Historia de Maitland, incluido el Maitland Art Center (anteriormente Research Studio, 1937), que está catalogado como Monumento Histórico Nacional (2014) por su arquitectura única de renacimiento maya y fantasía; el Museo Histórico de Maitland; el Museo del Teléfono de Maitland; la Casa-Museo William H. Waterhouse, también incluida en el Registro Nacional de Lugares Históricos; y el Museo del Taller de Carpintería. Maitland también alberga el Centro Comunitario Judío de la Familia Roth del Gran Orlando, que sirve como el centro de la vida judía en Orlando y da la bienvenida a personas de todos los orígenes. 
En agosto de 2005, el equipo de las Pequeñas Ligas de Maitland llegó a las semifinales de la Serie Mundial de Pequeñas Ligas de Béisbol de 2005 . 

## Personas Notables
- Dante Bichette, exjugador de la MLB.
- Chip Caray, locutor principal de jugada-por-jugada de TBS para los Atlanta Braves y el locutor número dos de jugada-por-jugada para el fútbol americano universitario en WTBS.
- Jazzy Danziger, ganadora del Premio Brittingham de Poesía.
- Maxx Danziger, baterista de Set It Off (banda)
- Jan Fortune, ex-representante estatal.
- Buddy Morrow, líder de la Orquesta de Tommy Dorsey
- Michael James Nelson, actor de televisión, escritor, productor.
- John M. Pierce, escritor y promotor de la fabricación de telescopios para aficionados.
- Mike Stanley, exjugador de la MLB.
- J. Andre Smith, artista y arquitecto; fundador del Research Studio (ahora conocido como Maitland Art Center).

## Educación
Las Escuelas Públicas del Condado de Orange operan escuelas públicas en Maitland.
- Escuela Primaria Dommerich
- Escuela Primaria del Lago Sybelia
- Escuela Secundaria Maitland

Las escuelas privadas incluyen:
- Escuela Maitland Montessori
- Academia Judía de Orlando
- Escuela Cristiana de Orangewood
- Escuela Park Maitland
- Escuela Luterana Rey de Reyes

Las instituciones de educación superior incluyen:
- Universidad Everglades
- Universidad de Phoenix-Orlando

## Museos y Bibliotecas
- Biblioteca Pública de Maitland
- Museo del Teléfono
- Museo Waterhouse Carpentry
- Museo Histórico de Maitland

## Puntos de Interés
- Maitland Art Center
- Enzian Theater
- Lake Maitland
- RDV Sportsplex
- William H. Waterhouse House

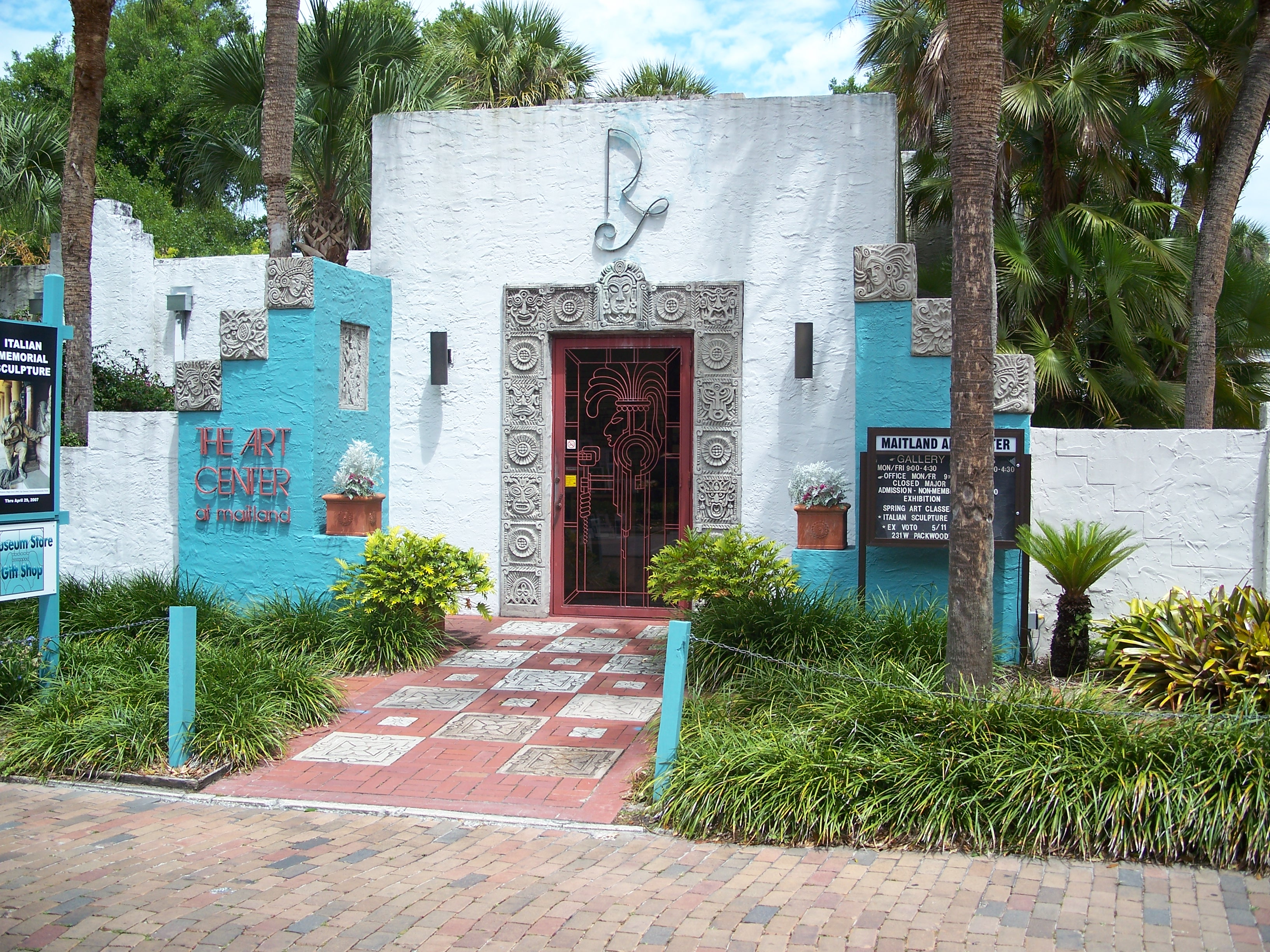
Centro de Arte de Maitland

- Jewish Community Center of Greater Orlando
- Holocaust Memorial Resource and Education Center of Florida
- Audubon Center for Birds of Prey
- Howell Branch Nature Preserve and Park
- Lake Lily – Lugar del Maitland Art Festival
- Lake Minnehaha
- Lake Sybelia
- Maitland Community Park
- Maitland Farmer's Market
- Quinn Strong Park